# Landtagswahlkreis Plön-Nord
Der Landtagswahlkreis Plön-Nord (Wahlkreis 15) ist ein Landtagswahlkreis in Schleswig-Holstein. Er umfasst vom Kreis Plön die Gemeinde Schwentinental und die Ämter Lütjenburg, Probstei, Schrevenborn und Selent/Schlesen.

## Neugliederung des Wahlkreises
Zur Landtagswahl 2012 trug er die Bezeichnung Plön-Nord/Malente (Wahlkreis 16). Er umfasste vom Kreis Plön die Ämter Lütjenburg, Probstei, Schrevenborn und Selent/Schlesen sowie von der Gemeinde Schwentinental das Gebiet der ehemaligen Gemeinde Klausdorf, vom Amt Großer Plöner See die Gemeinden Grebin, Lebrade, Rantzau und Rathjensdorf, vom Amt Preetz-Land die Gemeinden Lehmkuhlen und Rastorf sowie vom Kreis Ostholstein die amtsfreie Gemeinde Malente.
Bis 2009 trug er ebenfalls die Bezeichnung Plön-Nord (Wahlkreis 18) und umfasste vom Kreis Plön die ehemalige Gemeinde Klausdorf sowie die Ämter Lütjenburg, Probstei, Schrevenborn und Selent/Schlesen.

## Landtagswahl 2022
Die Landtagswahl 2022 ergab folgendes vorläufiges Ergebnisse:
| Gegenstand der Nachweisung | Gegenstand der Nachweisung | Erst- stimmen | Erst- stimmen | Zweit- stimmen | Zweit- stimmen |
| Bewerber                   | Partei                     | Anzahl        | %             | Anzahl         | %              |
| -------------------------- | -------------------------- | ------------- | ------------- | -------------- | -------------- |
| Wahlberechtigte            | Wahlberechtigte            | 63.467        | 63.467        | 63.467         | 63.467         |
| Wähler                     | Wähler                     | 43.048        | 43.048        | 43.048         | 43.048         |
| Ungültige Stimmen          | Ungültige Stimmen          | 810           | 1,9           | 340            | 0,8            |
| Gültige Stimmen            | Gültige Stimmen            | 42.238        | 98,1          | 42.708         | 99,2           |
| davon                      |                            |               |               |                |                |
| Werner Kalinka             | CDU                        | 17.193        | 40,7          | 19.022         | 44,5           |
| Bianca Lüßenhop            | SPD                        | 10.148        | 24,0          | 7.280          | 17,0           |
| Vincent Schlotfeldt        | GRÜNE                      | 8.729         | 20,7          | 7.758          | 18,2           |
| Lars Blochberger           | FDP                        | 2.649         | 6,3           | 2.752          | 6,4            |
| Alexis Giersch             | AfD                        | 1.810         | 4,3           | 1.676          | 3,9            |
| Gabriele Gschwind-Wiese    | DIE LINKE                  | 852           | 2,0           | 547            | 1,3            |
| –                          | SSW                        | –             | –             | 1.895          | 4,4            |
| –                          | PIRATEN                    | –             | –             | 103            | 0,2            |
| –                          | FREIE WÄHLER               | –             | –             | 165            | 0,4            |
| –                          | Die PARTEI                 | –             | –             | 406            | 1,0            |
| –                          | Z.                         | –             | –             | 43             | 0,1            |
| Aron Golan                 | dieBasis                   | 577           | 1.4           | 570            | 1,3            |
| –                          | Die Humanisten             | –             | –             | 30             | 0,1            |
| –                          | Gesundheitsforschung       | –             | –             | 43             | 0,1            |
| –                          | Tierschutzpartei           | –             | –             | 298            | 0,7            |
| Björn Mund                 | Volt                       | 280           | 0,7           | 120            | 0,3            |

Der Wahlkreis wird auch weiterhin durch den direkt gewählten Abgeordneten Werner Kalinka (CDU) vertreten, der dem Landtag bereits seit 2017 und zuvor von 2000 bis 2012 und von 1977 bis 1983 angehört hatte.

## Landtagswahl 2017
| Direktkandidat          | Partei     | Erststimmen in % | Zweitstimmen in % |
| ----------------------- | ---------- | ---------------- | ----------------- |
| Werner Kalinka          | CDU        | 39,9             | 33,7              |
| Lutz Schlünsen          | SPD        | 33,9             | 26,6              |
| Dennis Mihlan           | GRÜNE      | 11,2             | 15,0              |
| Gunnar Schulz           | FDP        | 9,0              | 11,1              |
| Henning Lange           | PIRATEN    | 2,7              | 1,0               |
| -                       | SSW        | -                | 2,0               |
| Gabriele Gschwind-Wiese | LINKE      | 3,4              | 3,1               |
| -                       | FAMILIE    | -                | 0,5               |
| –                       | FW-SH      | –                | 0,4               |
| -                       | AfD        | -                | 5,9               |
| -                       | LKR        | -                | 0,2               |
| -                       | Die Partei | -                | 0,5               |
| -                       | Z.SH       | -                | 0,2               |

Der Wahlkreis wird durch den direkt gewählten Abgeordneten Werner Kalinka (CDU) vertreten, der dem Landtag bereits von 2000 bis 2012 und zuvor von 1977 bis 1983 angehört hatte. Er konnte den Wahlkreis nach fünf Jahren Unterbrechung von der SPD zurückgewinnen.

## Landtagswahl 2012
| Direktkandidat  | Partei  | Erststimmen in % | Zweitstimmen in % |
| --------------- | ------- | ---------------- | ----------------- |
| Werner Kalinka  | CDU     | 35,6             | 30,3              |
| Anette Langner  | SPD     | 39,9             | 33,0              |
| Martin Wolf     | FDP     | 4,3              | 8,2               |
| Axel Hilker     | GRÜNE   | 10,8             | 14,0              |
| Bernd Friedrich | LINKE   | 2,2              | 1,9               |
| -               | SSW     | -                | 2,5               |
| Henning Lange   | PIRATEN | 7,1              | 7,1               |
| –               | FW-SH   | –                | 0,7               |
| -               | NPD     | -                | 0,7               |
| -               | FAMILIE | -                | 0,8               |
| -               | MUD     | -                | 0,7               |

Der Wahlkreis wurde durch die direkt gewählte Wahlkreisabgeordnete Anette Langner (SPD) im Landtag vertreten, die das Direktmandat bereits 2005 gewonnen hatte und von 2009 bis über die Landesliste ein Mandat errungen hatte. Im Zuge ihrer Ernennung zur Staatssekretärin im Ministerium für Soziales, Gesundheit, Wissenschaft und Gleichstellung legte sie am 12. Juni 2012 ihr Mandat nieder. Der unterlegene bisherige Wahlkreisabgeordnete Werner Kalinka (CDU), Abgeordneter von 1977 bis 1983 und 2000 bis 2013 erreichte auch über die Landesliste der Christdemokraten kein Mandat und schied aus dem Parlament aus.

## Landtagswahl 2009
| Direktkandidat         | Partei  | Erststimmen in % | Zweitstimmen in % |
| ---------------------- | ------- | ---------------- | ----------------- |
| Werner Kalinka         | CDU     | 35,7             | 31,5              |
| Anette Langner         | SPD     | 33,3             | 28,1              |
| Ingrid Brand-Hückstädt | FDP     | 11,3             | 14,6              |
| Karl-Martin Hentschel  | GRÜNE   | 11,8             | 12,9              |
| -                      | SSW     | -                | 3,1               |
| Rolf-Hagen Weng        | LINKE   | 4,4              | 4,7               |
| Henning Lange          | PIRATEN | 1,7              | 1,6               |
| -                      | NPD     | -                | 0,7               |
| Max Plieske            | FW-SH   | 1,8              | 1,4               |
| -                      | RENTNER | -                | 0,6               |
| -                      | FAMILIE | -                | 0,7               |
| -                      | RRP     | -                | 0,2               |
| -                      | IPD     | -                | 0,1               |

Der Wahlkreis wurde durch den erstmals direkt gewählten Wahlkreisabgeordneten Werner Kalinka (CDU), der dem Parlament bereits von 1977 bis 1983 und seit 2000 über die Landesliste seiner Partei angehört hatte, im Landtag vertreten. Daneben wurden seine Vorgängerin Anette Langner (CDU) und Ingrid Brand-Hückstedt (FDP) über die Landesliste ihrer jeweiligen Partei gewählt. Der Fraktionsvorsitzende der Grünen, Karl-Martin Hentschel, der dem Landtag seit 1996 angehört hatte, scheiterte bei der Aufstellung der Landesliste seiner Partei und schied daher aus dem Landtag aus.

## Landtagswahl 2005
Die Landtagswahl 2005 ergab folgendes Ergebnisse:
| Gegenstand der Nachweisung | Gegenstand der Nachweisung | Erst- stimmen | Erst- stimmen | Zweit- stimmen | Zweit- stimmen |
| Bewerber                   | Partei                     | Anzahl        | %             | Anzahl         | %              |
| -------------------------- | -------------------------- | ------------- | ------------- | -------------- | -------------- |
| Wahlberechtigte            | Wahlberechtigte            | 54.303        | 54.303        | 54.303         | 54.303         |
| Wähler                     | Wähler                     | 40.176        | 40.176        | 40.176         | 40.176         |
| Ungültige Stimmen          | Ungültige Stimmen          | 1.247         | 3,1           | 600            | 1,5            |
| Gültige Stimmen            | Gültige Stimmen            | 38.929        | 96,9          | 39.576         | 98,5           |
| davon                      |                            |               |               |                |                |
| Anette Langner             | SPD                        | 17.289        | 44,4          | 16.233         | 41,0           |
| Werner Kalinka             | CDU                        | 17.230        | 44,3          | 15.748         | 39,2           |
| ?                          | FDP                        | 2.047         | 5,3           | 2.385          | 6,0            |
| Karl-Martin Hentschel      | GRÜNE                      | 2.363         | 6,1           | 2.556          | 6,5            |
| –                          | SSW                        | –             | –             | 1.031          | 2,6            |
| ?                          | NPD                        | –             | –             | 539            | 1,5            |
| –                          | FAMILIE                    | –             | –             | 301            | 0,8            |
| ?                          | Übrige                     | –             | –             | 792            | 1,8            |

Neben der erstmals direkt gewählten Wahlkreisabgeordneten Anette Langner  (SPD), die der langjährigen Abgeordneten Ursula Kähler nachfolgte, wurde der Grünen-Kandidat und Fraktionsvorsitzende seiner Partei Karl-Martin Hentschel über die Landesliste gewählt. Der bisherige CDU-Abgeordnete Werner Kalinka verpasste zunächst den Wiedereinzug in das Parlament, rückte aber am 28. April 2005 für seinen ausgeschiedenen Parteifreund Klaus Schlie in das Parlament nach.

## Wahlkreissieger seit 1947
| Wahl | Name                   | Partei | Stimmenanteil in % |
| ---- | ---------------------- | ------ | ------------------ |
| 2022 | Werner Kalinka         | CDU    | 40,7               |
| 2017 | Werner Kalinka         | CDU    | 39,9               |
| 2012 | Anette Langner         | SPD    | 39,9               |
| 2009 | Werner Kalinka         | CDU    | 35,7               |
| 2005 | Anette Langner         | SPD    | 44,4               |
| 2000 | Ursula Kähler          | SPD    | 50,9               |
| 1996 | Ursula Kähler          | SPD    | 44,0               |
| 1992 | Ursula Kähler          | SPD    | 49,1               |
| 1988 | Ursula Kähler          | SPD    | 58,1               |
| 1987 | Ursula Kähler          | SPD    | 48,8               |
| 1983 | Rudolf Titzck          | CDU    |                    |
| 1979 | Rudolf Titzck          | CDU    | 48,0               |
| 1975 | Rudolf Titzck          | CDU    | 49,3               |
| 1971 | Herbert Beer           | CDU    | 50,4               |
| 1967 | Heinz Klinke           | SPD    | 44,9               |
| 1962 | Heinz Klinke           | SPD    | 43,5               |
| 1958 | Hans Jakob Franzenburg | CDU    | 44,1               |
| 1954 | Hermann Lüdemann       | SPD    | 37,6               |
| 1950 | Johannes Schlotfeldt   | CDU    | 44,6               |
| 1947 | Max Grothe             | SPD    | 47,0               |